# Новая Поляна (Новосибирская область)
Но́вая Поля́на — деревня в Болотнинском районе Новосибирской области. Входит в состав Карасёвского сельсовета.

## География
Площадь деревни — 8 гектаров.

## Население
| 2002 | 2007 | 2010 |
| ---- | ---- | ---- |
| 19   | ↘9   | ↘7   |

## Инфраструктура
В деревне по данным на 2007 год отсутствует социальная инфраструктура.